# OH! MY MISTAKES!
『OH! MY MISTAKES!』（オーマイミステイクス）は、日本のシンガーソングライター・辻詩音のセカンドアルバム。

## 解説
5thシングル「愛がほしいよ」から数えて約5年9ヶ月振り、前作アルバム「Catch!」から約6年7ヶ月振りとなり、先述の5thシングル以来のリリースであり、ビクターエンタテインメントへの移籍後初かつメジャー復帰となる作品。5thシングル以降に配信リリースされた3曲とYouTube限定公開されていた「ゆこう」を含む全15曲（間奏曲2曲含む）を収録。タワーレコード各店では購入特典として、本人による全曲解説を収録したCD「OH! MY MISTAKES! 全曲解説 辻詩音スペシャルDJ」が先着にて贈られた。

## 収録曲
1. Intro -mistakes-
前奏曲。
2. POSE
編曲：楊慶豪
3. ゆこう
編曲：岡和田“Waddy”拓也
4. Lost in wonderland
編曲：野村陽一郎
5. おばけは怖くない
編曲：楊慶豪
6. I am beautiful
編曲：岡和田“Waddy”拓也
7. 花火があがったら
編曲：岡和田“Waddy”拓也
8. タイムマシンにのって
編曲：楊慶豪
9. Swim ～oh!oh!oh!～
編曲：楊慶豪
10. ほろよい
編曲：岡和田“Waddy”拓也
11. Interlude -find-
間奏曲。
12. 卒業のうた
編曲：TACOS NAOMI
13. This is the show
編曲：上田壮一
14. Oh! My Mistakes!
編曲：辻詩音
15. I can feel -Bonus track-
編曲：岡和田“Waddy”拓也

全曲、作詞/作曲：辻詩音